# Iñigo Ros
Iñigo Ros (21 de octubre de 1982, Tudela, Navarra, España) es un exjugador y entrenador de fútbol español. Actualmente ejerce como segundo entrenador del Club Deportivo Tudelano de la Segunda División B de España. Es hermano del también futbolista Javi Ros.

## Trayectoria
Nació en Tudela y comenzó su carrera en la Real Sociedad "B" de la temporada 2001-02. Jugó en el conjunto vasco hasta que se incorporó al Real Jaén en la temporada 2005-06. Las cuatro siguientes temporadas las jugó en el equipo andaluz hasta que ficha por la S.D. Eibar también en Segunda División B.
En julio de 2012 se incorpora al C.D. Tenerife jugando 40 partidos en el total de la temporada, incluyendo los Play-off con los que el C.D. Tenerife logra ascender a la Liga Adelante.
El 29 de septiembre de 2013 juega su primer partido profesional contra el Real Madrid Castilla en el que el C.D. Tenerife gana 1-0.
A finales de la temporada 2016-17 simultaneó su carrera como jugador con la de segundo entrenador. En mayo de 2017 hizo oficial su retirada como jugador para dedicarse en exclusiva a ser ayudante de Iñigo Valencia en el CD Tudelano.
Su hermano menor Javier Ros es también futbolista, juega  también en el mediocampo, actualmente en el Real Zaragoza, y al igual que Iñigo ha jugado en la Real Sociedad "B" y el Eibar.

## Clubes
| Club              | País   | Año       |
| ----------------- | ------ | --------- |
| Real Sociedad "B" | España | 2001-2006 |
| Real Jaén C. F.   | España | 2006-2010 |
| S.D. Eibar        | España | 2010-2012 |
| C. D. Tenerife    | España | 2012-2014 |
| S. D. Huesca      | España | 2014-2016 |
| C. D. Tudelano    | España | 2016-2017 |